# 쇼트키 접합

쇼트키 접합은 월터 쇼트키가 설명한 금속과 반도체의 접합이다. 쇼트키 장벽(Schottky barrier)이라는 위치 에너지 장벽이 발생한다. 쇼트키 장벽은 금속-반도체 접합에서 형성된 전자에 대한 잠재적인 에너지 장벽이다. 쇼트키 장벽은 정류 특성을 가지고 있어 다이오드로 사용하기에 적합하다. 쇼트키 장벽의 주요 특성 중 하나는 ΦB로 표시되는 쇼트키 장벽 높이이다(그림 참고). ΦB의 값은 금속과 반도체의 조합에 따라 달라진다.
모든 금속-반도체 접합이 정류 쇼트키 장벽을 형성하는 것은 아니다. 쇼트키 장벽이 너무 낮기 때문에 정류 없이 양방향으로 전류를 전도하는 금속-반도체 접합을 옴 접촉(Ohmic contact)이라고 한다.

## 같이 보기
- 다이오드
- 멤리스터
- 전기 습윤 현상